# Frieda Belinfante
Fireda Belinfante (Amsterdam, Països Baixos, 10 de maig del 1904 – Santa Fe, New Mexico, Estats Units d'América, 5 de març del 1995) va ser una violoncel·lista i directora d'orquestra, a més d'una lesbiana prominent i membre de la Resistència holandesa durant la Segona Guerra Mundial. Després de la guerra, Belinfante va emigrar als Estats Units i va continuar la seva carrera musical. Va ser la fundadora i directora de l'Orange County Philarmonic.

## Biografia

### Genealogia
Filla de Aaron Belinfante i Georgine Antonieta Hesse, Frieda va ser descendent d'una línia de portuguesos sefardites jueus que van arribar a Holanda al segle xvii i l'ascendència es remunta al segle xvi a Portugal. Altres descendents coneguts inclouen als escriptors Emmy Belinfante i Isaac Cohen Belinfante, al teòleg jueu Moisès Cohen Belinfante i la periodista Emilie Belinfante (la més jove). Molts dels descendents Belinfante van morir durant l'Holocaust.

### Estudis
Belinfante va néixer en una família musical. El seu pare, Aron, va ser un destacat pianista i professor a Amsterdam, qui va ser el primer pianista que va presentar tot el cicle de sonates de Beethoven durant una sola temporada al Concertgebouw d'Amsterdam. Belinfante va començar l'estudi del violoncel a l'edat de deu anys. Es va graduar al Conservatori d'Amsterdam i va fer el seu debut professional a la sala de concerts Kleine Zaal del Concertgebouw als disset anys, acompanyada al piano pel seu pare. El seu pare va morir pocs mesos després. Després del seu debut, Belinfante va estudiar de manera intermitent amb el violoncel·lista Gérard Hekking a París, amb qui va desenvolupar una estreta amistat.

### Vida professional
Després de dirigir grups de cambra a l'escola secundària i la universitat, Belinfante va ser convidada per la direcció de la Concertgebouw amb el suport d'altres dones en el grup d'artistes "Kunst voor Allen" (Art per a Tots) per formar la Het Klein Orquestra el 1937, una orquestra de cambra de la qual seria directora d'orquestra i artística. Belinfante va ocupar aquest lloc el 1941, i es va convertir en la primera dona a Europa que va ser directora artística i directora d'un conjunt orquestral professional actiu. Alhora, Belinfante va fer actuacions setmanals com a directora convidada en la Ràdio Nacional d'Holanda, i va aparèixer com a directora convidada amb orquestres als Països Baixos i al nord d'Europa. L'estiu de 1939, Belinfante va assistir a la classe magistral del Dr. Hermann Scherchen a Neuchâtel, Suïssa, per perfeccionar les seves habilitats de direcció. En reconeixement de les seves capacitats, Scherchen li va concedir el primer premi entre més de dotze directors professionals masculins també inscrits en aquesta classe; el premi també va incloure un concert amb l'Orquestra de la Suisse Romande a Montreux.

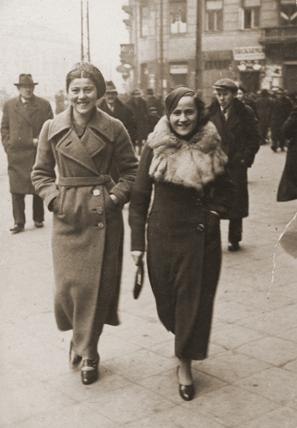
Frieda Belinfante i la seva cosina Ita Rosenzweig

L'ocupació nazi va interrompre la seva carrera musical, que no va reprendre fins després de la guerra.

### Vida durant la guerra

#### Resistència holandesa
Belinfante es va convertir en una bona amiga de l'artista Willem Arondeus, un dels líders de Raad van Verzet (grup de resistència) i obertament homosexual. Ella va contribuir activament a la resistència holandesa, principalment realitzant falsificacions de documents personals per a jueus. Juntament amb Arondeus, va formar part del grup de resistència CKC que va organitzar i participar en el bombardeig del registre de població a Amsterdam el 27 de març del 1943, que va destruir milers d'arxius, obstaculitzant així els intents nazis per comparar documents falsificats amb documents al registre.
El grup CKC va ser objecte d'escrutini per la Gestapo després del bombardeig, forçant Belinfante i altres membres a amagar-se. Belinfante va tenir coneixement de les detencions i execucions dels altres membres del CKC, incloent Arondeus. Belinfante va disfressar-se com un home i va viure amb amics durant tres mesos abans de ser rastrejata pels nazis.

#### Fugida dels Països Baixos
La resistència la va ajudar a evitar ser capturada i a travessar la frontera de Bèlgica i França, on la resistència francesa la va ajudar a fer el seu camí cap a Suïssa. Quan ella i el seu company de viatge van arribar a la frontera l'hivern de 1944, es van veure obligats a travessar els Alps a peu per arribar amb seguretat. El seu antic mestre Hermann Scherchen la va salvar de ser enviada de tornada a través de la frontera verificant que ella era una ciutadana holandesa i la seva antiga alumna. En arribar a Montreux, se li va donar la condició de refugiada i va treballar durant un breu període com grangera. Belinfante va ser repatriada als Països Baixos, tan aviat com va acabar la guerra.

### Orange County Philarmonic

#### Orígens i fundació
Belinfante va emigrar als Estats Units el 1947, on es va establir finalment a Laguna Beach, Califòrnia. L'any de 1949 va unir-se a la facultat de música de la UCLA. Amb el desig de continuar la seva activitat com a directora, el 1953 va formar un grup que va nomenar The Vine Street Players, un conjunt orquestral de col·legues de les universitats locals, així com músics d'estudi de Hollywood.
Una bona presentació de The Vine Street Players en el Redlands Bowl, sota la direcció de Belinfante, va portar als líders cívics i culturals locals a convidar a Belinfante per a formar un conjunt orquestral permanent al Comtat d'Orange. Així es va convertir en la directora artística fundadora i directora musical de la nova Orange County Philharmonic Society, que es va incorporar com una organització sense ànim de lucre exempta d'impostos el 1954 i es va convertir en el primer conjunt orquestral al Comtat d'Orange. Belinfante va continuar emprant els músics de The Vine Street Players a la nova orquestra de la Societat Filharmònica.

#### Sota la batuta de Belinfante
Els concerts de l'Orange County Philharmonic Orchestra eren gratis per al públic, finançat íntegrament per donacions dels patrocinadors i els abonats. Els músics d'orquestra van acordar donar el seu temps per als assajos de franc amb el permís dels seus delegats del sindicat, mentre reben una comissió per les actuacions com Belinfante mateixa feia. Belinfante va insistir en aquests acords amb els patrocinadors, i que tots els concerts es mantinguessin de franc per a tots els assistents. La junta directiva va aprovar els suggeriments de Belinfante amb la intenció de mantenir una orquestra professional resident al comtat.

#### Fi de la relació
La participació de Belinfante amb l'Orange County Philarmonic va arribar a un abrupte final el 1962, quan el seu contracte no va ser renovat. Les pressions financeres havien augmentat a causa del sindicat de músics que volia que els musics cobren els assajos. A més, els membres de la directiva i de la comunitat van sentir que un director masculí elevaria l'alçada de l'orquestra i augmentaria els ingressos. En una entrevista de 1994, Belinfante va dir que creia que la xafarderia sobre la seva orientació sexual va ser utilitzada per calmar les objeccions al seu acomiadat. Belinfante va deixar la seva posició com a directora artística i musical, però ella va continuar dirigint el programa d'orquestres joves per dues temporades posteriors. L'orquestra es va dissoldre i el president de la junta, Clifford Hakes, va anunciar als diaris locals que "La Orange County Philharmonic Society  seguirà funcionant completament independent de qualsevol artistes i orquestres que puguem representar..." L'organització va esdevenir en un “impresario” amb la temporada 1962-63, com va passar amb moltes institucions als Estats Units per les següents dècades.

### Últims anys
Belinfante va continuar les seves activitats musicals en una escala reduïda després de la seva expulsió de l'Orange County Philharmonic. Belinfante va establir un estudi privat a Laguna Beach que va entrenar a nombrosos músics. Ella també es va unir a la junta directiva de la Laguna Beach Chamber Music Society, en qualitat d'agent i assessor artístic per més de 20 anys.
Belinfante va resumir la seva carrera en una entrevista per a Los Angeles Times: .... "Era massa aviat per a mi. Jo he de néixer de nou. Jo podria haver fet més, és el que m'entristeix. Però no sóc una persona infeliç. Busco el següent per fer. Sempre hi ha alguna cosa per fer encara. "
Ella va morir de càncer el 1995, als 90 anys, a Santa Fe, Nou Mèxic.

## Crítica
Els enregistraments de Belinfante són escassos i mal cuidats. Cap registrament de les actuacions de ràdio abans de la guerra va sobreviure, i només l'últim enregistrament de la seva carrera americana es conserva a l'arxiu. No obstant això, més de tres dècades de revisions crítiques internacionals van documentar els superlatius dots musicals de Bellinfante. La seva tècnica de direcció es caracteritza pel seu domini de l'estil de l'època, cohesió de conjunt, tècnica de batuta clara i decisiva, textures transparents del conjunt, claritat rítmica, i la realització de totes les actuacions sense partitures. Com a solista al violoncel i  viola da gamba, es va destacar per la seva visió particular en la música de Johannes Brahms i Johann Sebastian Bach, especialment les Suites per a Violoncel BWV 1007-1012. Les seves actuacions en solitari, de concert i de cambra es van caracteritzar per una singular bellesa del to, l'entonació impecable i legato, la tècnica completa, profunda implicació amb la música, i una interpretació expressiva lliure del manierisme. El seu repertori es va estendre per totes les èpoques, incloent obres des del barroc fins als compositors contemporanis de l'època, especialment els que treballaven en els Països Baixos i França, en particular la seva estreta associació amb la compositora holandesa Henriëtte Bosmans a qui li va estrenar el seu Segon Concert per a Violoncel el 1923, elles van ser també parella del 1920 al 1927.